# قيقب عريض الأوراق
القيقب عريض الأوراق أو القيقب السوري نوع نباتي ينتمي إلى جنس القيقب من الفصيلة الصابونية.

## موطنه
ينتشر في جبال ساحل المشرق العربي وجزيرة قبرص وتركيا.